# Åke Rosenius (VD)
Åke Rosenius, född 1957, är en svensk före detta häcklöpare, senare VD för ÅF Infrastruktur AB och numera affärsområdeschef på Atkins Sverige AB.
Hans bästa tid blev 14,46 i Edinburgh den 13 september 1980. Vid Stockholms distriktsmästerskap 1976 blev han klubbmästare för Westermalms IF på 100 meter häck, med tiden 15,1 sekunder.
Rosenius är utbildad ingenjör och anställd inom ÅF sedan 1994. Han arbetar för Atkins sedan 2008.